# Unter Verdacht: Atemlos
Atemlos ist ein deutscher Fernsehfilm von Ulrich Zrenner aus dem Jahr 2006. Es handelt sich um die siebte Episode der ZDF-Kriminalfilmreihe Unter Verdacht mit Senta Berger als Dr. Eva Maria Prohacek in der Hauptrolle.

## Handlung
Der Politiker Georg Becker taucht mit seinem Referenten Jürgen Ostermaier in Höhlen. Beim letzten Tauchgang verletzt sich Ostermaier schwer. Dr. Eva Maria Prohacek und ihr Assistent André Langner, die über die Presse davon erfahren, wollten kurz vor dem Tauchtrip der beiden Ostermaier fragen, weshalb die Firma Edelweiß 2,5 Millionen bekommen hat. Beckers Referent verliert bei dem Tauchunfall seine Stimme. Prohacek fragt sich, ob es wirklich ein Unfall oder Absicht war. Sie beginnt zu ermitteln.

## Hintergrund
Der Film wurde vom 9. November 2005 bis zum 16. Dezember 2005 in München und Umgebung gedreht. Die Folge wurde am 18. November 2006 um 20:15 Uhr im ZDF erstausgestrahlt.

## Kritik
Tittelbach.tv konstatierte: „Senta Berger brilliert als Dr. Prohacek ... und alle haben Dreck am Stecken“.